# Denny Ebbers
Danny Johannes Wilhelmus Ebbers (Nimega, 17 de julio de 1974-Groesbeek, 22 de julio de 2015) fue un deportista neerlandés que compitió en judo. Ganó una medalla de bronce en el Campeonato Europeo de Judo de 1995 en la categoría de +95 kg.

## Palmarés internacional
| Campeonato Europeo | Campeonato Europeo       | Campeonato Europeo | Campeonato Europeo |
| Año                | Lugar                    | Medalla            | Categoría          |
| ------------------ | ------------------------ | ------------------ | ------------------ |
| 1995               | Birmingham (Reino Unido) | Medalla de bronce  | +95 kg             |